# Ницский край
Ни́цский край (латыш. Nīcas novads) — бывшая административно-территориальная единица на юго-западе Латвии, в историко-культурной области Курземе. Край состоял из двух волостей; административным центром края являлось село Ница.
Край был образован 1 июля 2009 года из части расформированного Лиепайского района.
Площадь края составляла 350,79 км². Ницский край граничил с Руцавским и  Гробинским краями и городом Лиепаей.
В 2021 году, в результате административно-территориальной реформы, Ницский край был упразднён и передан в состав Южно-Курземского края.

## Население
На 1 января 2010 года население края составляло 3858 человек.
Национальный состав населения края по итогам переписи населения Латвии 2011 года:
| Национальность | Численность, чел. (2011) | %        |
| -------------- | ------------------------ | -------- |
| Латыши         | 3342                     | 93,38 %  |
| Русские        | 121                      | 3,38 %   |
| Белорусы       | 12                       | 0,34 %   |
| Украинцы       | 19                       | 0,53 %   |
| Поляки         | 9                        | 0,25 %   |
| Литовцы        | 46                       | 1,29 %   |
| Другие         | 30                       | 0,84 %   |
| всего          | 3579                     | 100,00 % |

## Территориальное деление
- Ницская волость (латыш. Nīcas pagasts);
- Отанькская волость (латыш. Otaņķu pagasts).